# أسرة برنادوت
أسرة برنادوت هي العائلة المالكة في السويد، تأسست هناك عام 1818 على يد الملك كارل الرابع عشر يوهان. وكانت أيضًا العائلة المالكة في النرويج بين عامي 1818 و1905. وُلد مؤسسها في مدينة بو جنوب فرنسا باسم جان برنادوت. كان برنادوت جنرالًا في الجيش الفرنسي ووزيرًا للحرب خلال الثورة الفرنسية، ثم مُنح لقب مارشال في الإمبراطورية الفرنسية وأمير بونتوكورفو في عهد نابليون. تبنّاه الملك المُسنّ كارل الثالث عشر ملك السويد، الذي لم يكن له وريث شرعي، وكانت سلالته المنتمية إلى فرع هولشتاين-غوتورب من أسرة أولدنبورغ على وشك الانقراض من العرش السويدي. الملك الحالي للسويد كارل السادس عشر غوستاف هو من نسل كارل الرابع عشر يوهان بشكل مباشر.

## تاريخ
عقب الحرب الفنلندية عام 1809، تكبّدت السويد خسارة جسيمة بفقدانها فنلندا، التي شكّلت على مدى قرون النصف الشرقي من المملكة السويدية. وقد أثارت هذه الهزيمة سخطًا واسعًا تجاه الملك غوستاف الرابع أدولف، ما أدى إلى انقلاب أُطيح على إثره بالملك، وتولّى عمّه كارل الثالث عشر العرش خلفًا له. غير أن كارل الثالث عشر لم يكن له وريث، ما جعل تولّيه الحكم بمثابة حل مؤقت.
وفي عام 1810، اختار البرلمان السويدي (ريكسداغ الطبقات) الأمير كارل أوغست من الدنمارك وليًا للعهد، لكنه توفي في وقت لاحق من العام نفسه. في تلك الأثناء، كان نابليون الأول، إمبراطور فرنسا، يهيمن على معظم القارة الأوروبية، ويُقيم ممالك تابعة يترأسها أفراد من أسرته (انظر: الإمبراطورية الفرنسية الأولى). وحرصًا على كسب ودّ نابليون، قرر الريكسداغ اختيار شخصية تحظى برضاه. وفي 21 أغسطس 1810، انتخب البرلمان السويدي جان بابتيست برنادوت، مارشال الإمبراطورية الفرنسية، وريثًا مفترضًا لعرش السويد.

## ملوك السويد
- 1818–1844: كارل الرابع عشر يوهان
- 1844–1859: أوسكار الأول
- 1859–1872: كارل الخامس عشر
- 1872–1907: أوسكار الثاني
- 1907–1950: غوستاف الخامس
- 1950–1973: غوستاف السادس أدولف
- 1973–حتى الآن: كارل السادس عشر غوستاف

## ملوك النرويج
- 1818–1844: كارل الثالث يوهان
- 1844–1859: أوسكار الأول
- 1859–1872: كارل الرابع
- 1872–1905: أوسكار الثاني

## العائلة المالكة
القائمة تقتصر على العائلة المالكة فقط، وليست العائلة المالكة بأكملها. وتستبعد الأقارب والأشخاص الأحياء (2022) الذين كانوا من العائلة المالكة، أي الأعضاء المولودين في العائلة المالكة، والذين لم يعودوا من العائلة المالكة. يتم إدراج أفراد العائلة المالكة الأحياء حاليًا بخط مائل. يتم إدراج الجميع في المقام الأول باعتبارهم من العائلة المالكة السويدية ما لم يُذكر خلاف ذلك.
- كارل الرابع عشر يوهان (1763–1844)
  -  أوسكار الأول (1799–1859)
    -  كارل الخامس عشر (1826–1872)
      - الأمير تشارلز أوسكار (1852–1854)
      - الملكة لويز (1851–1926)

    - الأمير غوستاف (1827–1852)
    -  أوسكار الثاني (1829–1907)
      -  غوستاف الخامس (1858–1950)
        -  غوستاف السادس أدولف (1882–1973)
          -  غوستاف أدولف دوق فاستربوتن (1906–1947)
            -  كارل السادس عشر غوستاف (مواليد 1946)
              - (1)  فيكتوريا (مواليد 1977)
                - (2)  الأميرة أستل (مواليد 2012)
                - (3)  أوسكار، دوق سكانيا (مواليد 2016)

              - (4)  كارل فيليب دوق فارملاند (مواليد 1979)
              - (5)  مادلين  (مواليد 1982)

          - الأمير سيغفارد (1907–2002)
          - الأمير برتل (1912–1997)
          - الأمير كارل يوهان (1916–2012)
          - الملكة إنغريد (1910–2000)

        - الأمير فيلهلم (1884–1965)
          - الأمير لينارت (1909–2004)

        - الأمير إريك (1889–1918)

      - الأمير أوسكار (1859–1953)
      - الأمير كارل (1861–1951)
        - الأميرة مارغريتا (1899–1977)
        - الأميرة مارثا (1901–1954)
        - الملكة أستريد (1905–1935)

      - الأمير يوجين (1865–1946)

    - الأمير أغسطس (1831–1873)
    - الأميرة يوجيني (1830–1889)